# Tesso
Il Tesso è un torrente del Piemonte, affluente in sinistra orografica della Stura di Lanzo. Il suo corso, interamente compreso nel territorio della Provincia di Torino, interessa la Val Tesso.

## Percorso

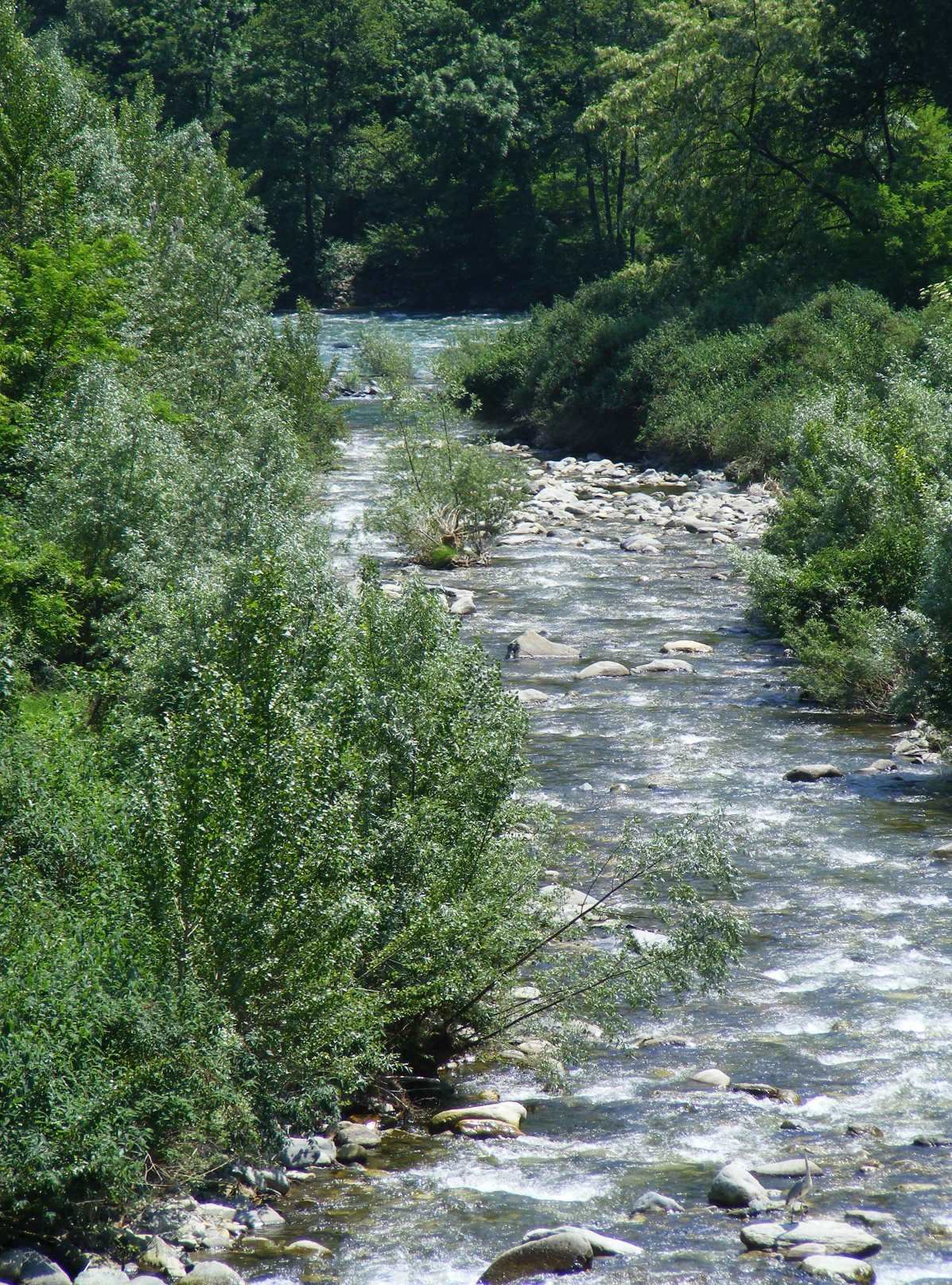
La confluenza nella Stura di Lanzo

Il Tesso nasce sulle pendici meridionali della Punta dell'Aggia (2.245 m), nel comune di Monastero di Lanzo.
 Per un lungo tratto scorre verso sud segnando il confine tra questo comune e quello di Coassolo. 
Piega poi verso sud-est e, entrato nel comune di Lanzo, riceve da sinistra il suo principale affluente, il Torrente Tessuolo. 
 
Dopo aver infine lambito il centro storico di Lanzo va a gettarsi nella Stura poco ad est del Ponte del Diavolo (a valle), a 450 metri di quota.

## Principali affluenti
- Torrente Tessuolo, che fino agli inizi del XX secolo era denominato Tesso di Savant (vedi la tavoletta IGM al 25000 Lanzo[F56 IV NO] del 1881): nasce sul versante meridionale della Cima dell'Angiolino e, dopo aver attraversato in senso nord-sud il comune di Coassolo, confluisce nel Tesso, a Lanzo, a quota 450.[3]

## Utilizzi

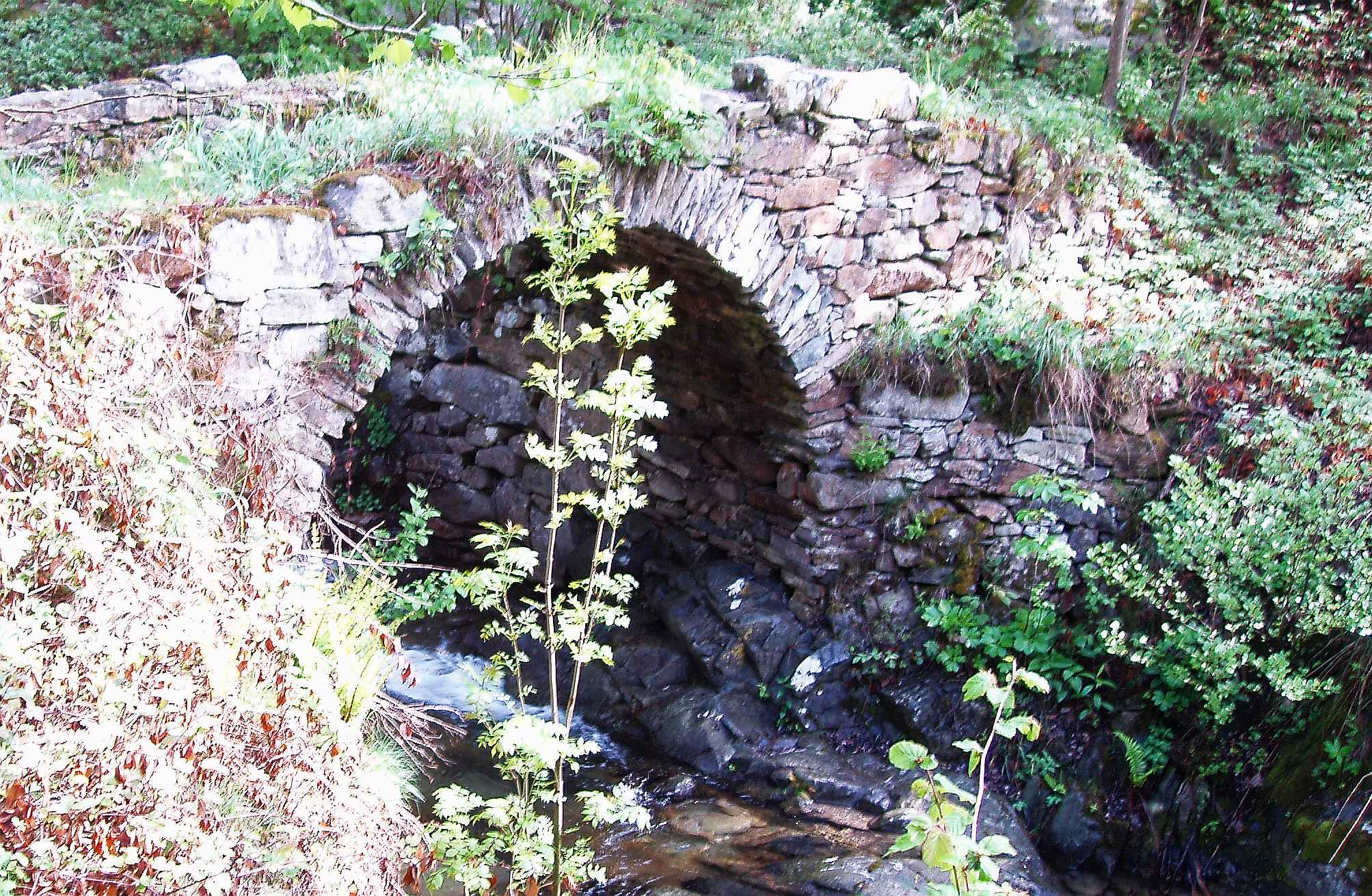
Il ponte Cusard (917 m), in un'area montana al confine tra Monastero di Lanzo e Coassolo

Il Tesso è frequentato dai pescatori che praticano lo spinning o la pesca al tocco, i quali apprezzano le buche e le lame che interrompono il corso del torrente; sono presenti salmerini, trote fario e trote marmorate.